# Igreja e Seminário de São José (Macau)
Construídos numa colina de Macau pelos jesuítas no século XVIII, a Igreja e Seminário de São José foram incluídos na lista dos monumentos históricos do Centro Histórico de Macau, que por sua vez foi classificado pela UNESCO em 2005 como sendo um Património Mundial da Humanidade.

## Seminário de São José

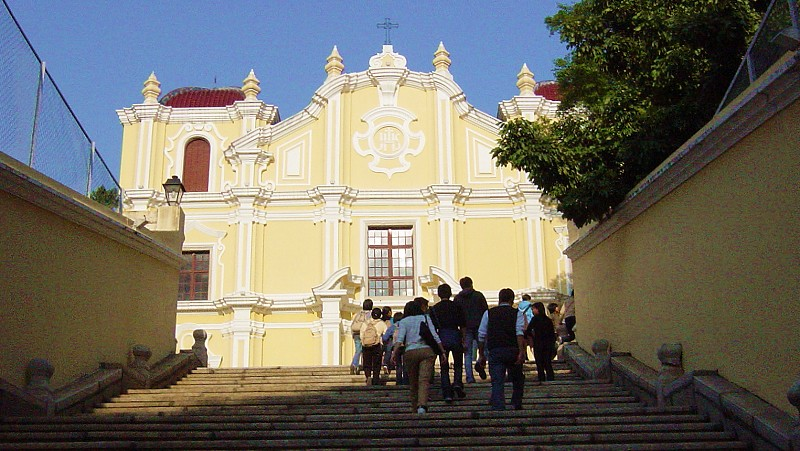
Fachada da Igreja de São José

O Seminário de São José foi fundado em 1728 pelos jesuítas, no âmbito do acordo do Padroado português. Juntamente com o Colégio de São Paulo, construído pelos jesuítas em 1594 mas destruído por um incêndio em 1835, este seminário constituiu a base principal para a formação de missionários católicos para o Extremo Oriente, principalmente para a China. O currículo académico do Seminário era equivalente ao de uma universidade ocidental. Segundo a tradição local, o Seminário operou inicialmente em três pequenas casas oferecidas aos jesuítas pelo comerciante Miguel Cordeiro. Provavelmente, os jesuítas construíram um novo edifício de raiz em 1742 para substituir estas casas.
Os jesuítas foram forçados a abandonar este seminário em 1762, quando foram expulsos pelas autoridades portuguesas, durante a supressão da Companhia de Jesus. Após este acontecimento chocante, o Seminário suspendeu as suas actividades até 1783, quando foi reaberto pelos lazaristas vindos de Goa. A Casa Real Portuguesa financiou os custos da sua reabertura, incluindo os gastos relativos à reparação, mobilação e contrato de professores e funcionários. Rapidamente, esta instituição de ensino granjeou uma grande reputação e formou muitos padres. Em 1800, a Rainha D. Maria I deu a esta instituição o título real de Casa da Congregação das Missões. É a segunda mais antiga instituição universitária de Macau, a seguir ao Colégio de São Paulo.
Durante as guerras napoleónicas, o Seminário teve grandes dificuldades em encontrar professores. De 1836 a 1860, as actividades de ensino do Seminário foram completamente suspendidas e interrompidas. Em 1862, este seminário foi devolvido aos jesuítas e reaberto. Porém, em 1870, eles voltaram a ser expulsos dos seus postos académicos, porque o Governo de Portugal proibiu qualquer estrangeiro de ser professor em seminários ou escolas católicas que operavam no Império português. Apesar dos protestos de cidadãos locais, nomeadamente de Pedro Nolasco da Silva, este decreto foi implementado, afectando seriamente a educação portuguesa em Macau, já que a única escola ocidental que funcionava bem naquela altura era o Seminário de São José, cujos professores eram maioritariamente jesuítas estrangeiros e cujo ensino era desfrutado também por rapazes não-seminaristas. Com a expulsão dos jesuítas, o Seminário foi reorganizado e passou a ser operado por padres seculares da Diocese de Macau.

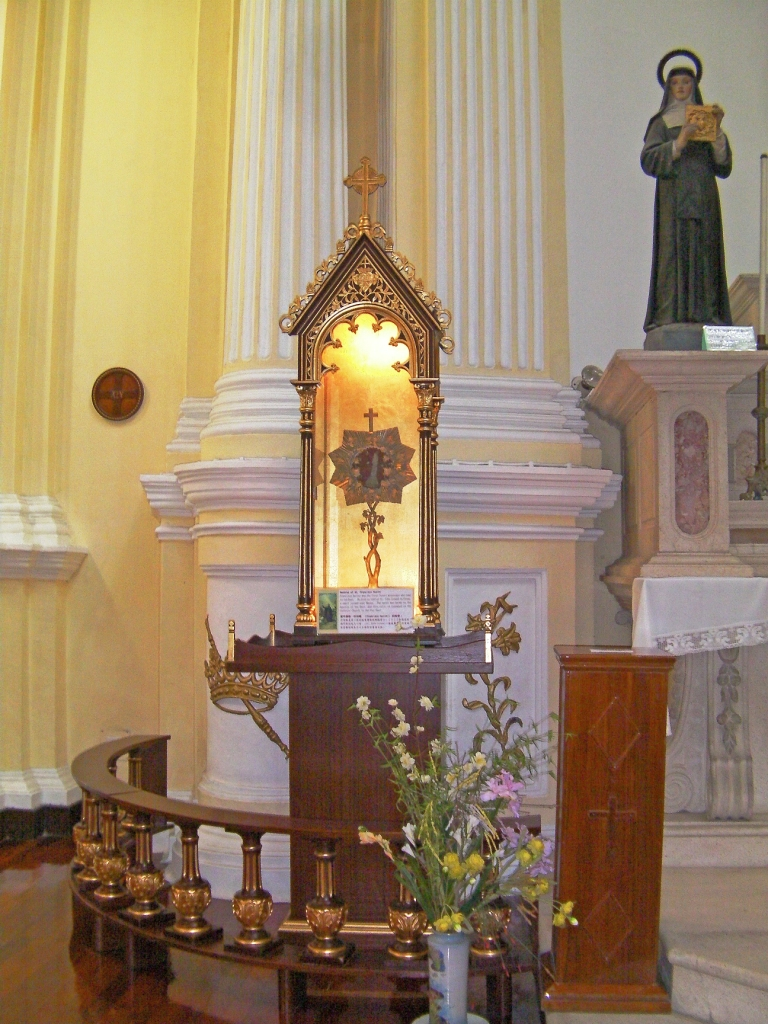
Úmero de São Francisco Xavier, na Igreja de São José.

Em 1890, os jesuítas voltaram a assumir o controlo do Seminário. Porém, com a revolução republicana de 5 de Outubro de 1910, todos os jesuítas foram novamente expulsos do Império português, incluindo Macau. O Seminário, gravemente atingido por esta medida, passou novamente a ser operado pelos padres da Diocese de Macau. Em 1916, o edifício que aloja o seminário foi submetido a grandes obras de remodelação e restauro. Em 1929, devido à falta de professores, os jesuítas, que tinham uma missão em Shiu-Hing, voltaram a assumir o controlo do Seminário. Em 1940, eles abandonaram definitivamente este seminário histórico, que passou a ser administrado directamente pela Diocese de Macau, através dos seus padres diocesanos.
No século XX, o Seminário de São José tornou-se de novo num dos principais centros de formação de missionários para o Extremo Oriente. Os seus estudantes eram oriundos maioritariamente de Macau, Hong-Kong, Portugal, Timor e China continental. O seminário era misto, ou seja, ministrava dois programas de ensino diferentes, um de matriz portuguesa e outro de matriz chinesa. A formação filosófica e teológica era dada em latim. O programa chinês, que tinha o português como língua estrangeira, seguia as directrizes e os programas oficiais traçados pela Igreja Católica chinesa, no sentido de formar missionários capazes de evangelizar a China. Além dos seminaristas, estudava também lá muitos rapazes internos e externos que, não sendo seminaristas, frequentavam o curso comercial e a instrução primária e secundária ministrados pelo seminário. Em 1924-1925, esta instituição de ensino chegou a ter 533 alunos matriculados, sendo 428 externos e 105 internos, dos quais 62 eram seminaristas.
Porém, em 1929, encerrou-se o internato dos colegiais, ou seja, dos que não eram seminaristas. Em 1931, os alunos externos chineses passaram a ser educados pelo recém-estabelecido Colégio Diocesano de São José, fundado a partir do Seminário. Em 1936, D. José da Costa Nunes acabou com o curso comercial (de matriz inglesa). Em 1938, acabou também com o externato, com o objectivo de cumprir as normas ditadas pela Santa Sé, que estabeleciam que os seminários deviam ser usados exclusivamente para a formação do clero. O externato em língua portuguesa foi reaberto em 1949. Mas, devido ao clima de insegurança provocado pelo motim 1-2-3 e à falta de vocações sacerdotais, a formação (ou internato) para seminaristas deixou de funcionar em 1967 e o externato em 1968, durante o bispado de D. Paulo José Tavares. Os poucos seminaristas que ainda restaram ou que apareceram depois fizeram os seus estudos filosóficos e teológicos em Hong Kong, Roma e/ou Portugal.
Desde 2007, as suas instalações foram reutilizadas para albergar o bacharelato de Estudos do Cristianismo do Instituto Inter-Universitário de Macau (actual Universidade de São José), focado no estudo da teologia católica e ministrado em língua inglesa. Em 2015, o Seminário, em parceria com a Universidade de São José (responsável pela formação filosófica e teológica), contava com um seminarista em formação.
Durante mais de dois séculos, o Seminário de S. José formou sucessivas gerações de pessoas que se destacaram em Macau e no mundo, nomeadamente Pedro Nolasco da Silva, Pedro José Lobo, José Silveira Machado, Pe. Áureo Castro, Pe. António da Silva Rego, Monsenhor José Machado Lourenço, Monsenhor Manuel Teixeira, D. Jerónimo José da Mata, o Cardeal D. José da Costa Nunes, D. Arquimínio Rodrigues da Costa, D. Domingos Lam Ka-tseung, D. José Lai Hung-seng, D. John Tong Hon e D. Jaime Garcia Goulart.
Em contraste com a arquitectura imponente da Igreja de S. José, anexa ao seminário e construído em 1758, o edifício do Seminário é simples, neoclássico e possuiu um claustro. As paredes do edifício são construídas em tijolo cinzento e suportadas por fundações em granito. A organização interior dos compartimentos é de forma tradicional, possuindo dois corredores largos e longos de 80 metros, que dão acesso às várias salas de aula.

## Igreja de São José

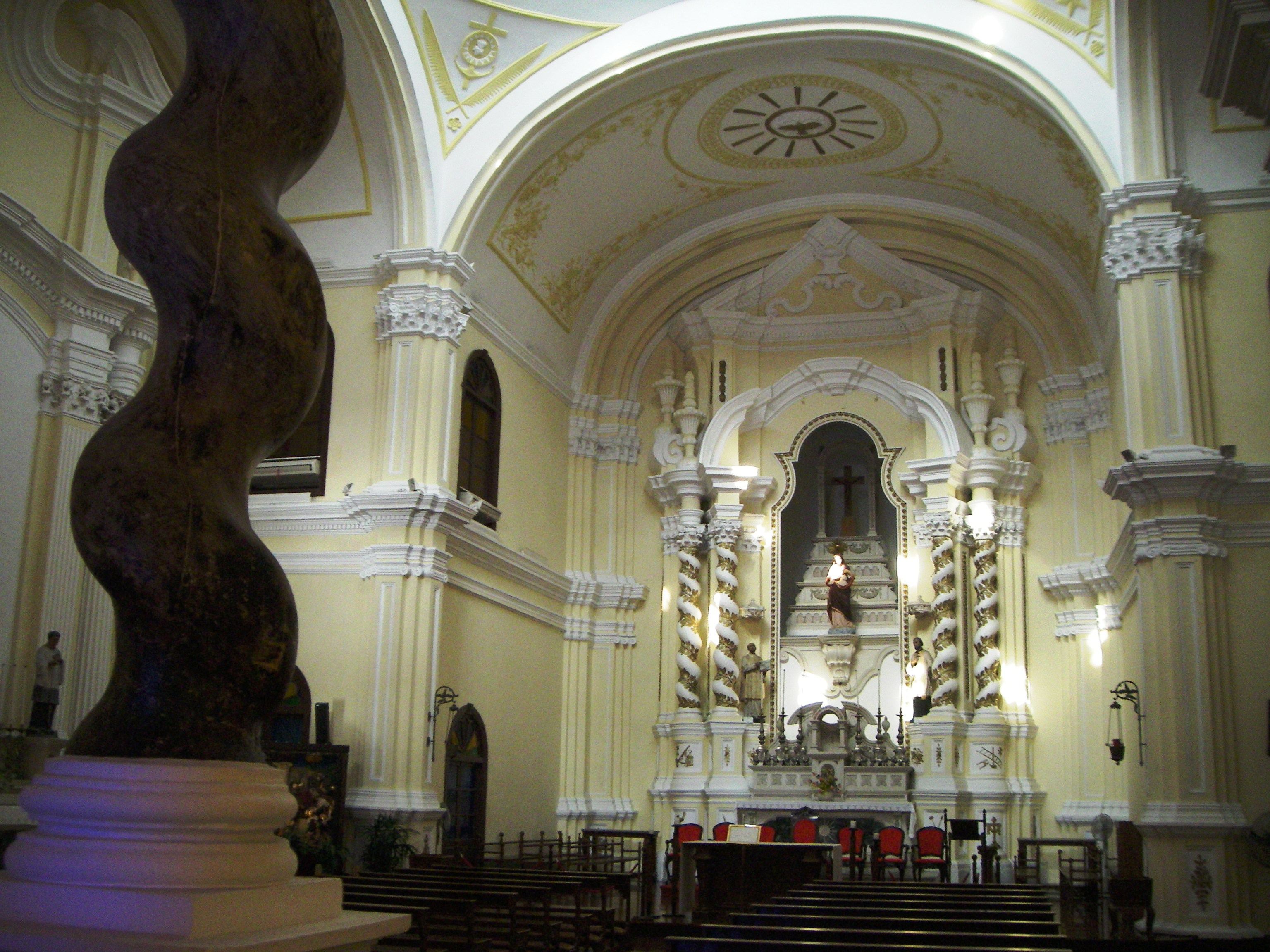
Interior da Igreja de São José

Anexa ao Seminário de São José, a Igreja de São José foi construída pelos jesuítas, em 1758, para satisfazer as necessidades religiosas dos seminaristas. Segundo o Atlas mundial de la arquitectura barroca, uma publicação da UNESCO de 2001, a Igreja de São José e as Ruínas de São Paulo são exemplos únicos de arquitectura barroca na China. É uma igreja imponente, exuberante, elegante, majestoso e solene.
A fachada da igreja tem uma largura de 27 metros e uma altura máxima de 19 metros. Esta fachada tipicamente barroca, de cor predominantemente amarela, é encimada por um frontão curvo, apresentando a insígnia dos jesuítas ao centro. A fachada é ornamentada por decorações de estuque pintadas a branco em relevo.
A planta da igreja segue o modelo de uma cruz latina, medindo 16 metros por 27 metros. Os seus três altares encontram-se ricamente ornamentados e apresentam frontões sustentados por quatro colunas em espiral, decoradas em talha dourada. O coro-alto (situado na entrada da igreja) é suportado por 4 colunas salomónicas, típicas do estilo maneirista. O ponto mais alto da igreja é constituído por uma cúpula monumental cujo diâmetro é de 12,5 metros e cuja altura máxima de 19 metros. A cúpula é decorada por dois círculos de janelas quadrangulares paralelas para a infiltração da luz e para a ventilação do ar. No alta-mor, mais imponente do que os altares laterais, encontra-se as imagens de São José (ao centro), de Santo Inácio de Loyola (fundador da Companhia de Jesus) e de São Francisco Xavier. Os altares laterais são dedicados ao Sagrado Coração de Jesus e à Nossa Senhora de Imaculada Conceição.
A Igreja de São José possui uma colecção de peças de arte sacra, de grande valor religioso e artístico, e esta colecção incluiu uma das relíquias mais preciosas de Macau, um osso do úmero do braço direito de São Francisco Xavier, que anteriormente fazia parte da colecção de arte sacra da Igreja da Madre de Deus (actuais Ruínas de São Paulo). Uma porta atrás do altar dá acesso a um antigo poço e um pequeno jardim. As condições acústicas desta igreja católica são excepcionais, tornando-se assim ideal para concertos durante o anual Festival Internacional de Música de Macau.